# Тузла (Стамбул)
Тузла (тур. Tuzla) — муніципалітет в анатолійській частині Стамбула, Туреччина, на узбережжі Мармурового моря межує із муніципалітетом Пендік.
Грецька назва мису — Акрітас (Ακρίτας). 
В османський період жителі цього рибальського та фермерського села були переважно греками. 
Місцеве грецьке населення Тузли під час обміну населенням між Грецією та Туреччиною залишило терен, згідно з Лозаннським договором.

## Тузла сьогодні
Сьогодні все ще є рибальські човни, але до кінця 1980-х років рибальство було витіснене промисловістю, зокрема суднобудуванням; корабельні Тузли залишаються чинними. 
Усередині селища Тузла все ще ведеться сільське господарство, хоча там також розвивається промисловість.
Тузла – невелике містечко, відоме своєю набережною та численними рибними ресторанами. Ц
е також популярне місце для купівлі будинків для багатих або пенсіонерів Стамбула, оскільки воно розташоване далеко від міста, менш людне та все ще зберігає відчуття «маленького міста». 
Поїздка до Кадикьоя з Тузли громадським транспортом займає від години до 40 хвилин поїздом або автобусом. 
Європейські транзитні вузли Еміненю та Бешикташ розташовані ще за 30 хвилин їзди на поромі.

## Клімат
| Клімат Тузла            | Клімат Тузла | Клімат Тузла | Клімат Тузла | Клімат Тузла | Клімат Тузла | Клімат Тузла | Клімат Тузла | Клімат Тузла | Клімат Тузла | Клімат Тузла | Клімат Тузла | Клімат Тузла | Клімат Тузла |
| Показник                | Січ.         | Лют.         | Бер.         | Квіт.        | Трав.        | Черв.        | Лип.         | Серп.        | Вер.         | Жовт.        | Лист.        | Груд.        |              |
| Середній максимум, °C   | 8,3          | 9,1          | 10,9         | 15,9         | 20,6         | 25,1         | 27,2         | 27,1         | 24,0         | 19,1         | 15,0         | 10,8         |              |
| Середня температура, °C | 5,0          | 5,6          | 7,0          | 11,3         | 15,7         | 19,9         | 21,9         | 22,0         | 19,1         | 14,9         | 11,2         | 7,4          |              |
| Середній мінімум, °C    | 1,6          | 2,1          | 3,1          | 6,7          | 10,8         | 14,6         | 16,6         | 16,8         | 14,1         | 10,6         | 7,4          | 4,0          |              |
| Норма опадів, мм        | 105          | 76           | 71           | 55           | 42           | 31           | 27           | 35           | 54           | 79           | 90           | 122          |              |
| ----------------------- | ------------ | ------------ | ------------ | ------------ | ------------ | ------------ | ------------ | ------------ | ------------ | ------------ | ------------ | ------------ | ------------ |
| Джерело:                |              |              |              |              |              |              |              |              |              |              |              |              |              |

## Заклади та місця поруч
- Морська школа ITU
- Школа Коч
- Університет Окан
- Університет Пірі Рейса
- Університет Сабанджи
- Школа піхоти
- Військово-морська академія Туреччини
- Перегонова траса Стамбул-парк